# Alfhild Agrell
Alfhild Teresia Agrell (Härnösand, Ångermanland, 14 de enero de 1849 - Flen, 8 de noviembre de 1923) fue una escritora y dramaturga sueca. Es conocida por sus trabajos sobre la igualdad sexual, en contraposición a la doble moral sexual contemporánea, y por tal, partícipe del famoso Sedlighetsdebatten.

## Vida

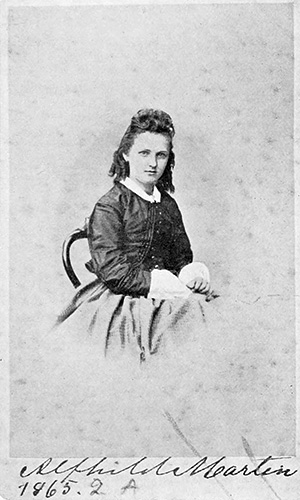
Alfhild Agrell con 16 años.

Fue hija de Erik Johan Martin y Karolina Margareta Adolphson. Desde 1868 hasta que 1895 estuvo casada con Albert Agrell.
Alfhild Agrell empleó durante un tiempo los seudónimos Thyra, Lovisa Petterqvist y Stig Stigson, pero pronto empezó a utilizar su nombre real, lo cual era inusual para una mujer. Por ejemplo, otras dramaturgas suecas famosas del mismo siglo, como las hermanas Louise y Jeanette Granberg, usaban seudónimos masculinos. El tema en el que se centró, la doble moral sexual, era muy escandaloso para su época.
Alfhild Agrell fue una colaboradora importante a la causa de la igualdad de género respecto a la sexualidad. En sus obras maneja las cuestiones y consecuencias de la injusticia sexual o la doble moral sexual (como el hecho de que una mujer esté sometida al desprecio cuando ella hace lo mismo que un hombre los asuntos sexuales); las cuestiones de tener una "mala reputación" y de la culpa impuesta en la mujer y no en el hombre cuando un niño nacía fuera del matrimonio; y las dificultades que existían cuando una mujer de clase baja y un hombre de clase alta se enamoraban, y las consecuencias de tal relación.
Agrell se mostraba pesimista respecto a la esperanza de que algún día mujeres y hombres lograran la igualdad sexual, y dudaba que una mujer pudiera encontrar tal cosa en el matrimonio, donde ella por ley se encontraba muy restringida y supeditada a los caprichos de su marido.

## Obras
- Räddad, ("Salvada"), 1883, obra teatral
- Dömd, ("Juzgada"),1884, obra teatral
- Ensam, ("Sola"), 1886, obra teatral
- Vår, ("Primavera"), 1889, obra teatral
- Ingrid, 1900, obra teatral
- Småstadsliv, ("Vida de pueblo"), 1884
- Från land och stad, ("Del campo a la ciudad"), 1884, colección de novelas.
- På landsbygden, ("En el campo"), 1887
- Norrlandsgubbar och Norrlandsgummor, ("Ancianas y ancianos en Norrland"), 1899-1900
- Vad ingen ser,, ("Lo que nadie ve"), 1885
- I Estocolmo, ("En Estocolmo"), 1893
- Hemma i Jockmock, ("En casa, en Jockmock"), 1896
- Nordanifrån, ("Desde el norte"),1898
- Guds drömmare, ("Visionaria de Dios"),1904
- Norrlandshumör, ("Temperamento de Norrland"),1910